# Kavai Riszako
Kavai Riszako (川井梨紗子; Hepburn: Kawai Risako) (1994. november 21. –) japán szabadfogású női birkózó. A 2018-as birkózó-világbajnokságon, valamint a 2017-es birkózó világbajnokságon a aranyérmet nyert az 59 és 60 kg-os súlycsoportban, szabadfogásban. 2015-ben a birkózó világbajnokságon ezüstérmet szerzett 63 kg-os súlycsoportban. 2017-ben és 2016-ban az Ázsia Bajnokságon aranyérmes lett 60 és 63-kg-os súlycsoportban. A 2016-os nyári olimpiai játékokon aranyérmet nyert 63 kg-ban.

## Sportpályafutása
A 2018-as birkózó-világbajnokságon az 59 kg-os súlycsoport döntőjében a török Elif Jale Yeşilırmak volt az ellenfele. A mérkőzést a japán nyerte 8–0-ra.